# Paulo Frederico do Rego Maciel
Paulo Frederico do Rego Maciel (Recife, 15 de abril de 1924 – 20 de junho de 2008) foi um economista, professor do Departamento de Economia da Universidade Federal de Pernambuco, reitor, Deputado Federal e Secretário Estadual da fazenda.

## Biografia
Foi pró-reitor (1971/1975),  reitor (1975/79), tendo recebido o título de Professor Emérito.
Integrou a Academia Pernambucana de Letras, onde ocupou a Cadeira 25.
Filho de Frederico do Rêgo Maciel Filho e Maria D'Anunciação Maia Maciel, é bacharel em Ciências Jurídicas e Sociais pela Faculdade de Direito da Universidade do Recife, hoje Universidade Federal de Pernambuco (1946), com especialização pela Faculdade de Direito e de Ciências Econômicas de Paris (1954).
Além do magistério, foi deputado federal (1967/71) e secretário da Fazenda de Pernambuco, presidente do Banco do Estado de Pernambuco, presidente do Instituto do Açúcar e do Álcool, diretor do Instituto Joaquim Nabuco de Pesquisas Sociais e consultor econômico da Federação das Indústrias do Estado de Pernambuco.
Como deputado federal atuou como observador parlamentar à Conferência de Punta del Este, no Uruguai e presidiu a delegação brasileira à Conferência Internacional dos Dirigentes Açucareiros, em Washington - DC, nos Estados Unidos.

## Condecorações
- Medalha de Prata da Ordem do Mérito do Estado do Pernambuco

## Obras publicadas
- Personalidade e Sociedade, 1946.
- Sobre a situação do crédito bancário em Pernambuco, 1961.
- Informe sobre alguns problemas do nordeste, 1961.
- Migrações para o Recife, (Aspecto Econômico), 1962.
- Problemas Econômico-Social do Setor Açucareiro, 1962.